# La batalla por Wesnoth
La batalla por Wesnoth (título original: Battle for Wesnoth) es un videojuego de estrategia por turnos con ambientación fantástica. Es un software libre, con licencia GNU GPL, gratuito, disponible para Windows, Mac OS X, Linux, Solaris,  Android  entre otros muchos sistemas operativos, y programado en lenguaje C++.

## Sistema de juego

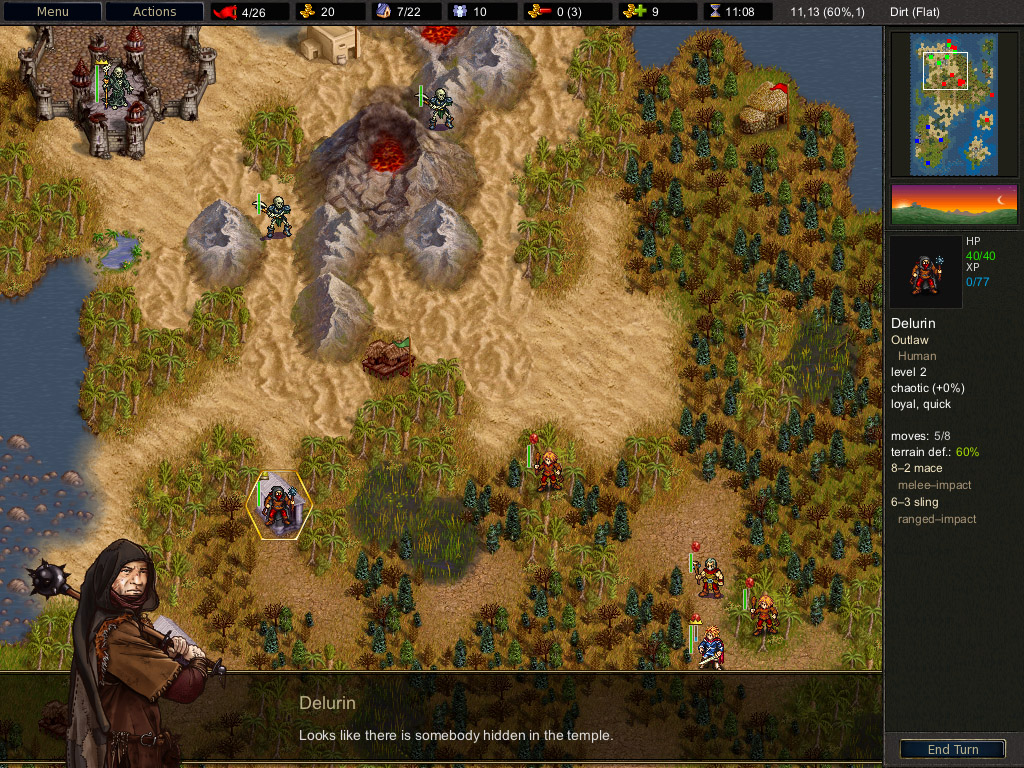
Captura de pantalla (versión 1.9.0).

La batalla por Wesnoth se desarrolla en un mundo de fantasía, donde un jugador o jugadores controlan una serie de personajes, cada uno con características y habilidades únicas, luchando hasta que cumple el objetivo del escenario o se  consigue derrotar al enemigo.
Cada unidad o facción tiene unas características específicas, así pues, se puede tener a un arquero elfo, con las características de fuerza y rapidez, que golpeará con más contundencia a los enemigos y se moverá más rápido que otro que sea resistente e inteligente, que aunque no golpee tan fuerte, tendrá más puntos de vida y necesitará menos puntos de experiencia para avanzar de nivel.
Por otra parte, dependiendo de la clase de la unidad, los personajes tendrán habilidades diferentes. Los magos blancos, por ejemplo tienen la capacidad de curar o sanar a sus compañeros, los caballeros de la muerte conseguirán que sus compañeros luchen mejor por su liderazgo.
Las unidades tienen también una mayor o menor defensa contra los ataques que reciban en función del terreno en el que se hallen situados. Los enanos, por ejemplo, son casi invulnerables en las montañas, y lo mismo sucede con los elfos en los bosques. Algunos de los elfos incluso son capaces de volverse invisibles ante sus enemigos gracias a la habilidad de emboscar.
Además, las unidades ganan experiencia a medida que luchan y matan a sus enemigos y, al alcanzar una cuota de experiencia predeterminada, se transforman en nuevas unidades con nuevos ataques y habilidades. Al llegar a un nivel determinado, que varía según la unidad, el paso al siguiente nivel no conlleva ninguna transformación, dando solamente una ligera mejoría de los puntos de vida.
Las unidades necesitan un coste de mantenimiento de 1 moneda de oro por cada nivel de esta, pudiendo conseguir este oro mediante el control de los poblados que hay en los diferentes escenarios. Controlar los poblados del enemigo es más beneficioso que tomar el control de poblados neutrales porque así se reduce el volumen de oro obtenido por el enemigo y no podrá invocar nuevas unidades.
En las últimas versiones del juego se pueden descargar contenidos con un modo de juego similar a los juegos de rol de tablero, por turnos. Entre los contenidos descargables se encuentran nuevas eras (que generalmente tienen facciones y reglas diferentes), campañas, mapas multijugador, etc.

### Facciones

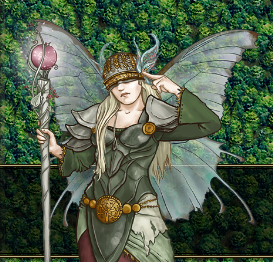
Una sílfide, uno de los tipos de personaje en Wesnoth

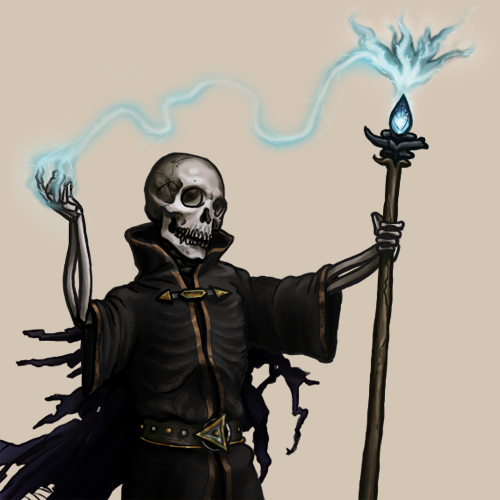
Un liche en Wesnoth, un tipo de no-muerto.

Actualmente en La batalla por Wesnoth existen 6 facciones:
- Leales: Caballería humana, magos e infantería, unidades todas ellas parte de un ejército regular, que luchan mejor durante el día.
- Rebeldes: Principalmente unidades élficas con ataques de melé y distancia a los que la noche o el día no les afecta y especialmente defensivas en bosques, donde son capaces de pasar desapercibidas para el resto de unidades.
- Norteños: Orcos, goblins y troles que luchan especialmente bien en la distancia corta y con la oscuridad.
- No muertos: Lo componen una serie de seres con gran resistencia en el combate que pueden aplastar a sus rivales con facilidad, pero su gran debilidad son los ataques mágicos.
- Alianza de Knalgan: Compuesta por rudos y fornidos enanos y humanos forajidos, estos son lentos pero contundentes, especialmente en la oscuridad y son capaces de moverse por las montañas mejor que nadie.
- Dracos: Compuestos por una raza parecida a los dragones que luchan mejor durante el día, la mayoría pueden volar y exhalar fuego. Sus aliados los saurios son rápidos y más poderosos por la noche..

### Razas

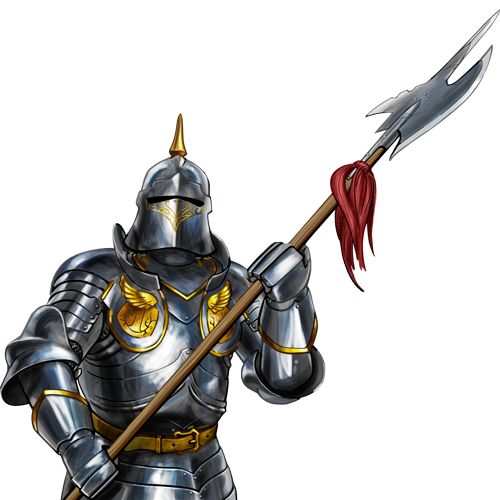
Un lancero, un tipo de soldado humano.

El juego consta de hasta 16 tipos de razas distintas:
- Humanos
- Elfos
- Orcos
- Enanos
- No muertos
- Dracos
- Sirénido
- Nagas
- Ogros
- Troles
- Monstruos
- Woses
- Goblins
- Murciélagos

### Campañas
Podemos jugar campañas, en las que discurre una historia que va tomando forma en cada nuevo escenario, en el que nuevos enemigos cada vez más poderosos se enfrentarán a nosotros, pero en cada nuevo escenario podremos llamar a las unidades que habíamos reclutado en escenarios anteriores, pudiendo así disponer de un ejército con unidades de mayor nivel.
El juego consta de 13 campañas que se pueden jugar con varios niveles de dificultad. Además, se pueden descargar fácilmente campañas adicionales creadas por otros jugadores. Las campañas originales del juego son las siguientes:
- Heredero al Trono: En esta campaña, tu personaje es un joven heredero llamado Konrad, quién intentará reclamar el trono de la malvada Reina Asheviere. Esta campaña consta de 26 escenarios.
- Un Cuento sobre Dos Hermanos: En esta campaña de cuatro escenarios tendrás que rescatar a Bjarn, que es líder de una aldea local.
- Una Incursión de Orcos: Aquí tendrás que defender el bosque de los elfos de los primeros orcos en alcanzar el Gran Continente en 7 escenarios. Esta campaña se eliminó del canon en, pero aún se puede descargar del servidor.
- La Guardia del Sur: Trata de un joven llamado Deoran que es enviado a liderar la guardia del sur. Campaña de 10 escenarios como máximo.
- Libertad: Tendrás que llevar en este escenario a una banda de hombres sublevados a la libertad en 9 escenarios luchando contra todo tipo de enemigos.
- El despertar de Wesnoth: Tu misión en esta es guiar al príncipe Haldric para establecer el que será el Reino de Wesnoth. Esta campaña tiene 25 escenarios.
- La invasión del este: En esta otra tú eres un oficial de la Armada Real de Wesnoth que intentará salvar la frontera este de un ataque de no-muertos. Esta campaña son 17 escenarios.
- El Martillo de Thursagan: Durante esta campaña de 13 escenarios, una expedición de Knalga intentará encontrar a sus parientes en Kal Kartha e investigar lo que ocurrió con el Martillo de Thursagan.
- Descenso a la Oscuridad: En esta campaña aprenderás las artes oscuras de la necromancia en 11 escenarios para salvar a tu gente de una incursión de orcos.
- El Cetro de Fuego: Narra la historia de los inventores del legendario Cetro de Fuego. Esta campaña dura 9 escenarios.
- Hijo de Ojonegro: Aquí intentarás que el líder orco Kapou'e se una al consejo de las tribus huidas y libere a los prisioneros orcos de su esclavitud.
- El Renacimiento del Norte: En esta campaña los trabajadores de las Puertas de los Enanos se sublevarán y esto desencadenará en una serie de acontecimientos que devolverán la gloria a las tierras del norte. Campaña de 14 escenarios.

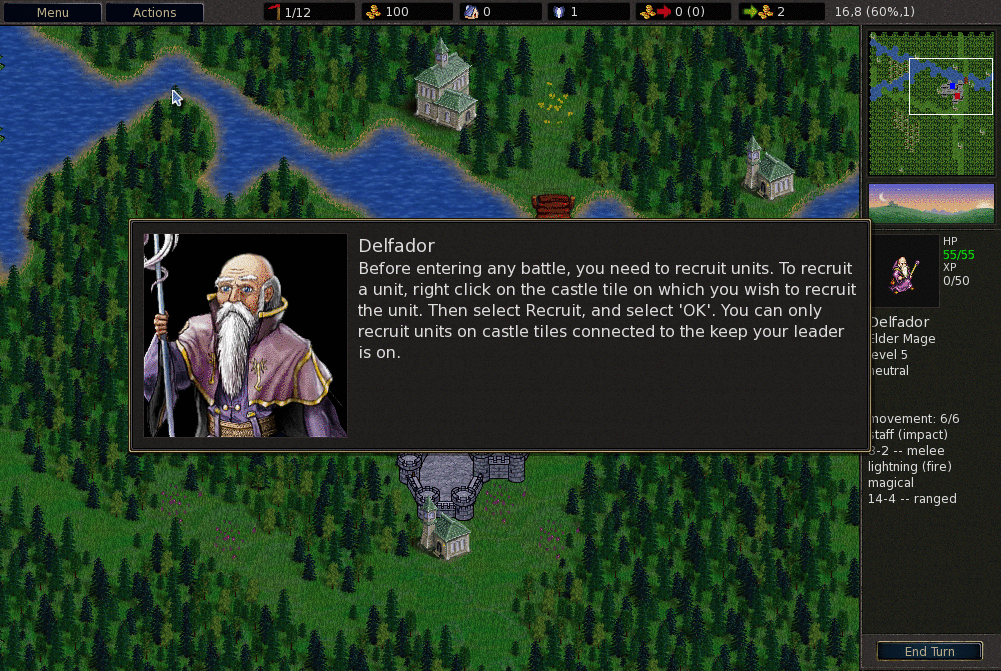
Escena de un tutorial del juego (0.9.6).

- Bajo los Soles Ardientes: Aquí tendrás que guiar al devastado pueblo élfico del desierto hacia una tierra mejor. Dura 11 escenarios.

### Multijugador
La batalla por Wesnoth también tiene un modo multijugador que permite jugar pantallas para luchar uno contra otro. Existen las siguientes modalidades:
- Partida por Internet, una partida contra otros jugadores a través de Internet.
- Partida compartiendo silla caliente, en la que pueden jugar varios jugadores desde un único ordenador compartiendo la silla alternando los turnos.
- Humanos contra IA es como las anteriores, pero no es necesario que haya más jugadores humanos ya que  el ordenador simula los movimientos de los adversarios.

## Desarrollo

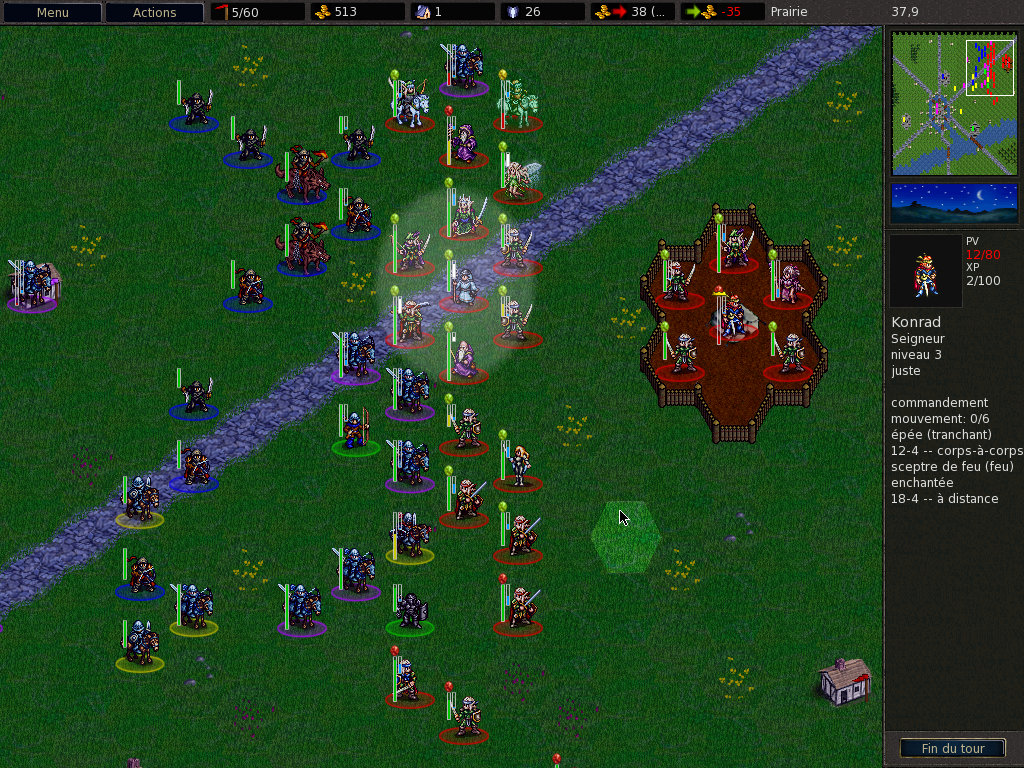
Escena de una campaña en la primera versión del juego

Aunque desde hace ya tiempo es fruto de una amplia comunidad virtual con muchos programadores, artistas y diseñadores, el proyecto inicial partió de David White  en julio de 2003. White se basó en juegos de Sega Mega Drive como Master of Monsters y Warsong, pero pretendiendo apoyarse en reglas sencillas, un juego libre y con una buena inteligencia artificial, además de que supusiera un proyecto ilusionante y divertido. Esto dio origen a una  filosofía del proyecto propia,  basada en el principio KISS: si se quiere incluir una nueva idea esta no debe complicar el juego.
El 2 de octubre de 2005 se publicó la primera versión completa del juego traducido completamente a 17 idiomas, que incluía  el alemán, catalán o el español. Actualmente el juego se encuentra en la versión 1.12.2, publicada el 11 de abril de 2015, traducida a más de 35 idiomas.

### Creación de contenido
El contenido creado por jugadores se conoce como UMC (user-made content) y su calidad puede variar enormemente, dado que nadie restringe ni filtra las aportaciones. Estas aportaciones pueden ser campañas, escenarios, mapas, nuevas razas y unidades o incluso nueva música.
Wesnoth cuenta con un amplio abanico de posibilidades en cuanto a desarrollo y creación de nuevos elementos para el juego. Estos desarrollos se basan  en el WML (Wesnoth Markup Language) que permite crear escenarios, campañas y unidades mediante un sistema de comandos que puede ser encontrado en su página web . Es un juego cuyas unidades se basan en sprites lo que permite la creación nuevas unidades y razas (aunque el resultado depende del tiempo dedicado y habilidades del dibujante).
Todas las colaboraciones (contribuciones) al servidor oficial de «add-ons» de Wesnoth se encuentran bajo la GNU General Public License.